# عروسان گلستان
عروسان گلستان ، روستایی از توابع بخش خور و بیابانک شهرستان نائین در استان اصفهان ایران است.

## جمعیت
این روستا با نخلستان های زیبا در ۱۰ کیلومتر ی روستای بیاضه  قرار دارد و براساس سرشماری مرکز آمار ایران در سال ۱۳۸۵، جمعیت آن ۱۴۵ نفر (۵۴خانوار) بوده‌است.